# Anisoiconia
L'anisoiconia és una afecció ocular en què hi ha una diferència significativa en la mida percebuda de les imatges. Pot aparèixer com una diferència general entre els dos ulls o com una diferència en un meridià concret. Quan la mida de la imatge ocular en tots dos ulls és igual es coneix com a isoiconia.